# لعبة فيديو تعليمية

غلاف لعبة فيديو باباي المختصة للحروف.

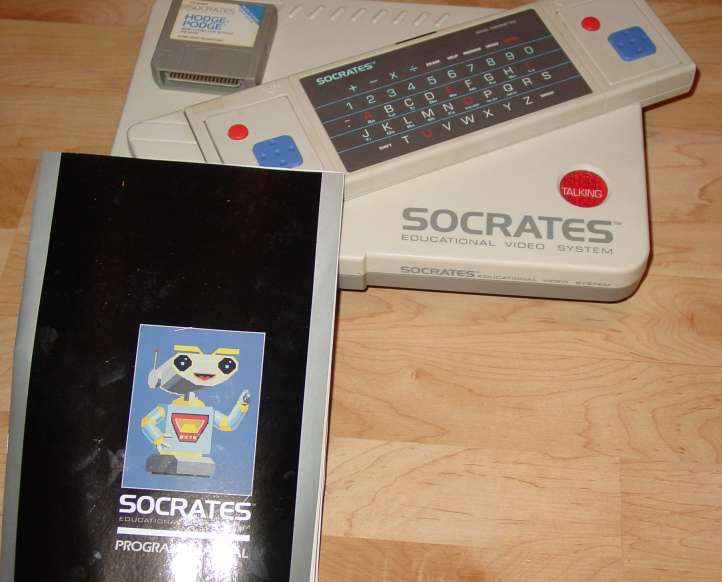
جهاز فيتك الحاسوب التعليمي.

لعبة فيديو تعليمية (بالإنجليزية: Educational video game)‏ هو نوع من ألعاب الفيديو لتعليم أو تدريب اللاعب، غالبا ما تعتمد هذه الألعاب على تدريبات حسابية للرياضيات أو الأسئلة والأجوبة أو معلومات عامة أو غير ذلك، وحيث أن لعبة الفيديو التعليمية غير معتمدة على المناهج التعليمية أو المستشارين، بل تعتمد للحصول على الإجابة الصحيحة حتى ينتقل اللاعب إلى الأسئلة التالية أو المراحل التالية.

## أمثلة
أمثلة على الألعاب الإلكترونية الشهيرة:
1. باباي نو إيغو أسوبي: إظهار الجملة اليابانية ومعناه بالإنجليزية عن طريق الحصول على المزيد من القلوب.[3]
2. دونكي كونغ جونيور ماث: لعبة رياضيات، حيث يلزم الاعب الحصول على الإجابة الصحيحة للمسائل الأربع وهي الجمع والطرح والقسمة والضرب.[4]